# 李方 (羽毛球运动员)
李方（1956年—），女，中國羽球運動員。
李方是1970年代最重要的中國羽球運動員之一。在此期間，由中國領導的世界羽毛球聯合會（WBF）與更大的國際羽球總會（IBF）之間仍然存在嚴重的分歧，因此李方很少能夠與IBF的選手比賽。1979年，她與張愛玲一起在WBF舉辦的世界羽球錦標賽贏得女子雙打冠軍。1978年亞運會，她代表國家贏得羽球女子團體金牌。